# Neustadt 515 (Landshut)

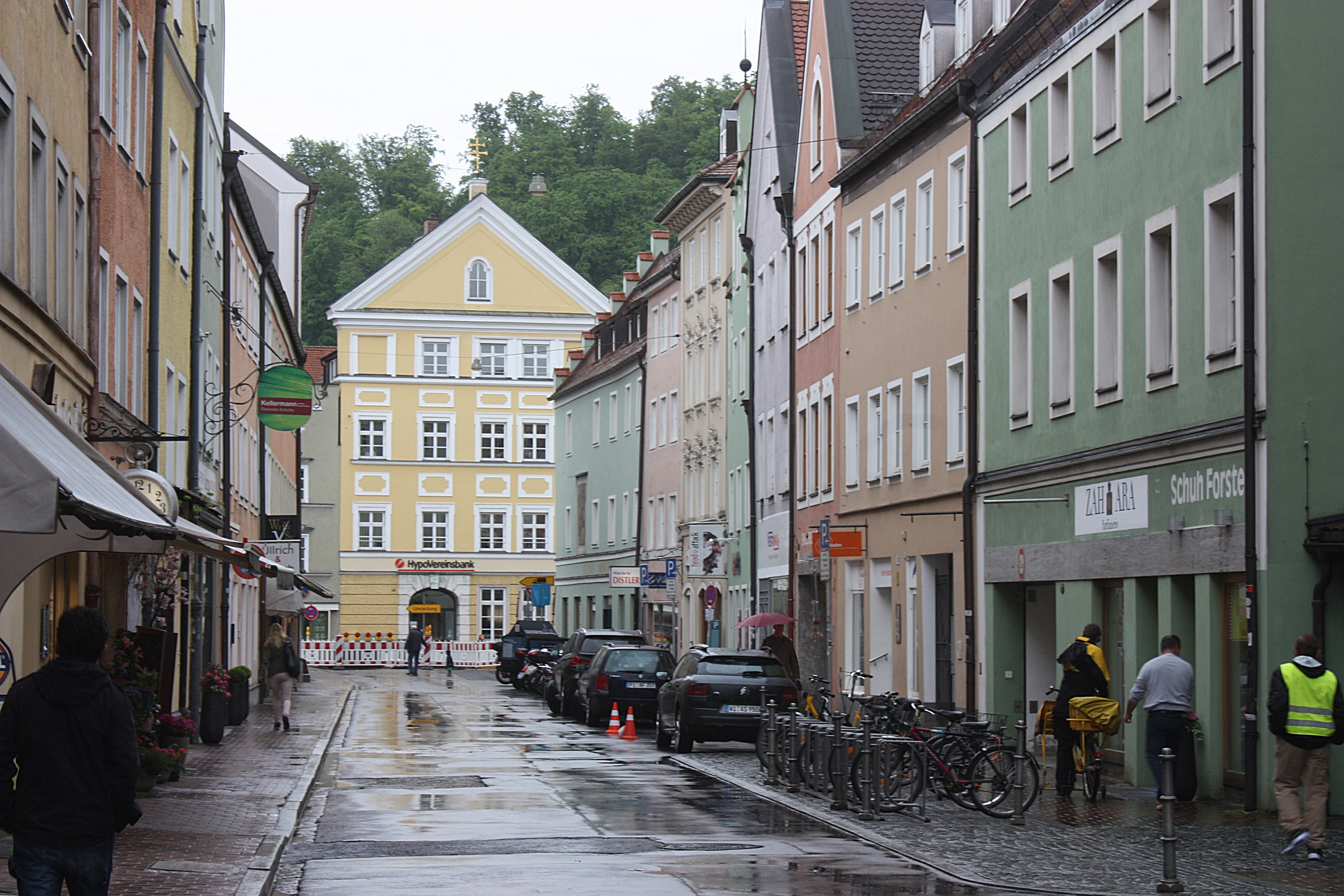
Blick auf das Palais von der Grasgasse

Das Gebäude Neustadt 515 in der Innenstadt von Landshut ist ein ehemaliges Adelspalais. Es grenzt direkt an das Palais Königsfeld an.

## Geschichte
Als Eigentümer werden im 17. Jahrhundert die Freiherren von Seyboltsdorf und die Patrizierfamilie Glabsperger genannt, im 18. Jahrhundert die Grafen von Fraunhofen.

## Beschreibung
Bei dem Haus handelt es sich um einen viergeschossigen Satteldachbau zu fünf Fensterachsen. Es ist nur noch die repräsentative Fassade mit barockem Dreiecksgiebel aus dem 18. Jahrhundert erhalten, ansonsten wurde der Bau nach dem Zweiten Weltkrieg stark erneuert. Heute wird es als Wohn- und Geschäftshaus genutzt, in dem unter anderem die HypoVereinsbank ansässig ist.
Das Gebäude ist ein ehemaliges Baudenkmal des Bayerischen Landesamtes für Denkmalpflege.